# 托尔比约恩·尼尔松
托尔比约恩·尼尔松（瑞典語：Torbjörn Nilsson，1954年7月9日—），瑞典男子足球运动员，司职前锋。他曾代表瑞典国家队参加1978年国际足联世界杯，结果队伍止步小组赛阶段。